# Miconia sylvatica
Miconia sylvatica là một loài thực vật có hoa trong họ Mua. Loài này được (Schltdl.) Naudin mô tả khoa học đầu tiên năm 1850.